# Districtul Phra Thong Kham
Phra Thong Kham (în thailandeză พระทองคำ) este un district (Amphoe) din provincia Nakhon Ratchasima, Thailanda, cu o populație de 44.232 de locuitori și o suprafață de 359,5 km².

## Componență
Districtul este subdivizat în 5 subdistricte (tambon).
| 1. | Sa Phra     | สระพระ  |  |
| 2. | Map Krat    | มาบกราด |  |
| 3. | Phang Thiam | พังเทียม  |  |
| 4. | Thap Rang   | ทัพรั้ง    |  |
| 5. | Nong Hoi    | หนองหอย |  |